# Haiivka, Kirovohrad
Haiivka (în ucraineană Гаївка) este localitatea de reședință a comunei Haiivka din raionul Kirovohrad, regiunea Kirovohrad, Ucraina.

## Demografie
Componența lingvistică a localității Haiivka
     Ucraineană (96,63%)
     Rusă (3,13%)
     Alte limbi (0,24%)
Conform recensământului din 2001, majoritatea populației localității Haiivka era vorbitoare de ucraineană (96,63%), existând în minoritate și vorbitori de rusă (3,13%).